# شاره‌بون
شاره‌بون (به ژاپنی: 洒落本 Sharebon)، که می‌توان آن را تقریباً به عنوان «کتاب آداب و رسوم» ترجمه کرد، یک ژانر ادبی ژاپنی پیشامدرن ژاپن بود که در اواسط دوره ادو از دهه ۱۷۲۰ تا پایان قرن ۱۸ میلادی تولید می‌شد. تقریباً همیشه داستان‌ها در اقامتگاه‌های تفریحی اقامتگاه‌های تفریحی یوشیوارا اتفاق می‌افتاد و معمولاً حول محور بدشانسی‌های دو کهن الگوی مردانهٔ متضاد، «تسو» یا «فرهیخته» و تانکتسو یا «کسی که فقط تظاهر به فرهیختگی می‌کند» می‌چرخید. این نوشته تأکید زیادی بر طنز و گفتگو داشت، بدون اینکه عناصر داستانی یا دراماتیک زیادی در آن وجود داشته باشد. از نظر فیزیکی، sharebon با استفاده از چاپ چوبی تولید و به صورت کتابچه‌های جداگانه  منتشر می‌شدند. خود کتابچه‌ها بین ۶۰ تا ۱۰۰ صفحه داشتند. بیشتر کتابچه‌ها تصویری داشتند که یا درست بعد از صفحه عنوان یا همراه با مقدمه قرار می‌گرفت. شاره‌بون زیرشاخه‌ای از گه‌ساکو محسوب می‌شود.